# コロンビア国立図書館
コロンビア国立図書館（コロンビアこくりつとしょかん、スペイン語: Biblioteca Nacional de Colombia）は、コロンビアの首都ボゴタにある図書館。コロンビア文化省（Ministry of Culture (Colombia)）管轄下にある。

## 歴史
1767年、スペイン王カルロス3世はイエズス会を国外に追放したが、この時イエズス会から没収した書物が国立図書館設立の契機となった。1834年に納本制度が公布されコロンビア国内の全ての出版物がこの図書館に納本されることになり、現在の名称になった。その後、個人からの書物の寄付により貴重な文献を多数保有する図書館となった。現在の建物は1938年に完成した新古典主義建築で、独立公園に隣接している。